# 官箴
官箴（？—？），號大瀛。山東平度州人，晚明官員。同進士出身。

## 生平
官箴於萬曆十三年（1585年）考中乙酉科舉人，萬曆二十六年（1598年）成戊戌科進士。户部觀政，同年出任順天府固安縣知縣。三十二年升戶部主事，管崇文門稅課，三十五年江西監兌，三十六年升員外，三十七年升郎中，本年官至梧州府知府，三十九年考察去職。